# C.J. Snare
Carl Jeffrey Snare, plus connu sous la forme C.J. Snare, né le 14 décembre 1959 à Washington (États-Unis) et mort le 5 avril 2024 à Orlando, est le chanteur et membre fondateur du groupe de hard rock et de glam metal FireHouse.

## Biographie
Carl Jeffrey Snare naît le 14 décembre 1959 à Washington, DC. Il a deux fils et une fille. 
En septembre 2020, on lui diagnostique un cancer du côlon de stade IV. En septembre 2023, il prend une pause de FireHouse pour subir une opération abdominale en octobre. Bien qu'il ait eu l'intention de revenir dans le groupe pour leurs concerts à l'été 2024, il meurt le 5 avril 2024 d'un arrêt cardiaque, à l'âge de 64 ans.

## Discographie

### Maxx Warrior
- Maxx Warrior (1986)

### FireHouse
- FireHouse (1990)
- Hold Your Fire (1992)
- 3 (1995)
- Good Acoustics (1996)
- Category 5 (1999)
- Bring 'Em Out Live (1999)
- O2 (2000)
- Prime Time' (2003)